# فردین معصومی
فردین معصومی ولدی (زادهٔ ۱۹ شهریور ۱۳۵۶ در ماسال) کشتی‌گیر پیشین و مربی کشتی ایرانی و پدر امیررضا معصومی است. او در دوران فعالیت خود در دستهٔ فوق سنگین کشتی آزاد رقابت می‌کرد و موفق به کسب مدال برنز مسابقات قهرمانی کشتی جهان در سال ۲۰۰۶ و مدال نقرهٔ این مسابقات در ۲۰۰۹ و مدال نقرهٔ و برنز بازی‌های آسیایی در ۲۰۰۶ و ۲۰۱۰ شد. معصومی همچنین قهرمان چهارگانهٔ قهرمانی آسیا در سال‌های ۲۰۰۴، ۲۰۰۷، ۲۰۰۸، ۲۰۰۹ است.
معصومی در دستهٔ ۱۲۰ کیلوگرم کشتی آزاد ملی‌پوش ایران در المپیک ۲۰۰۸ پکن بود که به مقام پنجم رسید. او پس از بازنشستگی از سال ۱۳۹۳ سرمربی‌گری تیم ملی کشتی ساحلی ایران را برعهده گرفت و تیم ملی ایران تا سال ۲۰۱۷ توانست با هدایت او به سه عنوان قهرمانی جهان دست پیدا کند. او از اوایل سال ۱۴۰۰ از سوی فدراسیون کشتی ایران به عنوان مربی به تیم ملی کشتی آزاد جوانان ایران ملحق شد.
اندیشه ای در تاریخ (ره آورد سفر ) کیوانپور سعید.